# Доріченко Олесь Васильович
Оле́сь Васи́льович Доріче́нко (*20 вересня 1936, Київ, — 02.10.2020, Київ)  — поет, письменник, мистецтвознавець, художник, член Київської міської організації НСПУ, член НСМНМУ.

## Біографічні відомості
Народився 20 вересня 1936 р. в м. Києві. Закінчив Київське державне хореографічне училище. Працював солістом балету в провідних творчих колективах України. Лауреат міжнародних конкурсів.
Олесь Доріченко належить до когорти поетів-шістдесятників, які своєю творчістю та високою громадянською позицією наближали час Незалежності України.
Знайомство з численними музеями та митцями, особисті зустрічі з Катериною Білокур, Давидом Сікейросом, Іваном Гончаром крізь часи та відстані запалили в ньому несамовиту жагу до творчості.
Автор збірок поезій «Промені», «Контрасти», «Одностайність», «Круговиди», «Осягнення», «Вікно у вересень», «Назавше», «Майдан пам'яті», «Хрещатий яр», «Мандрівна брама».

## Художник Доріченко
Олесь Васильович довгий час тримав свою творчість у великому секреті. Навіть не зізнався про своє хобі приятелеві Івану Марчуку. Думав, критикуватиме, обсміє. А той, коли випадково побачив «козацький» вернісаж, одразу почав дзвонити в різні галереї, щоб домовитися про виставку. Перша експозиція «І слава, і воля» відбулася в Музеї гетьманства у 2002 році, живописує з 1996-го.
Живописець Василь Лопата, приміром, був ошелешений на його ювілейній виставці:
«Треба час, щоб усе це осмислити. Мої козаки зовсім інші, традиційні, а Ваші — ренесансні. Це український Ботічеллі».

вірш Бавитися б хлопчику і безжурно мріяти, книга "вікно у вересень"

## Нагороди, відзнаки
- Мистецька премія «Київ» імені Сергія Колоса (2016) — за серію робіт «Козацьке плесо історії» (2013—2015)[6].